# Еник тип C9
Еник тип C9 (фр. Unic Type C9) је аутомобил произведен 1913. године од стране француског произвођача аутомобила Еник.